# Оршанский, Цезарь Абрамович
Цезарь Абрамович Оршанский (14 марта 1927, Гостомель, Киевская область, УССР — 7 ноября 2016, Явне, Израиль) — советский и украинский режиссёр-мультипликатор, художник-мультипликатор, сценарист.

## Биография
Родился 14 марта 1927 года в посёлке Гостомель Киевской области. Затем семья Оршанских переехала в Ирпень, посёлок в Киевской области. Там Цезарь пошёл в школу и провёл свои довоенные детские годы. В Ирпене в то время находился Всесоюзный Дом писателей, куда приезжали на отдых все известные писатели и деятели культуры того времени. Кроме того в Ирпене перед войной жили известные деятели культуры Украинской ССР. Соседом Оршанских был советский композитор и дирижёр Владимир Яковлевич Йориш. С ним Цезарь дружил на протяжении нескольких лет до того, как Йориш уехал в эвакуацию в Уфу. Соседом Оршанских был и украинский писатель Максим Рыльский. Общение с этими людьми несомненно повлияло на последующую жизнь и творчество Цезаря Оршанского.

Незадолго до Великой Отечественной войны Цезарь поступил в Киевское мореходное училище. После войны вернулся в Киев. Работал художником на заводе «Ленинская кузница».

В 1958 году окончил Ленинградский институт живописи, скульптуры и архитектуры имени И. Репина.

С 1959 года — художник на киностудии «Киевнаучфильм», с 1960 года — ассистент режиссёра-мультипликатора, с 1966 года — режиссёр-мультипликатор.

Работал в основном в смешанной технологии: кукольная и рисованная мультипликация, перекладка.

Был членом Союза кинематографистов Украины.
В 1981 году за детский кукольный мультфильм «Жили-были матрёшки» был награждён дипломом на Международном кинофестивале короткометражных фильмов в городе Лилль (Франция).
В 1994 году эмигрировал с Украины.

Жил и работал в Израиле. Иллюстрировал грамматические сказки «Корни иврита» Рины Раковской.

## Фильмография

### Художник
- 1971 — Где ты, Голубая Золушка?..

### Художник-мультипликатор
- 1968 — Ивасик-Телесик
- 1970 — Как ёжик шубку менял
- 1970 — Утёнок Тим
- 1992 — Follow that bunny! (студия «Scopus»)[3]

### Режиссёр-мультипликатор
- 1966 — Почему у петуха короткие штаны
- 1968 — Люди и двери (киножурнал «Фитиль» № 70)
- 1970 — Утёнок Тим
- 1971 — Встреча, которая не состоялась
- 1971 — Пришельцы
- 1972 — А вы, друзья, как ни садитесь…
- 1973 — Весёлый цыплёнок
- 1975 — Парасолька и автомобиль
- 1976 — Музыкальные сказки
- 1976 — Парасолька становится дружинником
- 1976 — Чудо-мороз
- 1978 — Первая зима
- 1979 — Как несли стол
- 1980 — Золотая липа
- 1981 — Жили-были матрёшки
- 1982 — Три Ивана
- 1983 — Жар-птица
- 1984 — Старик и петух
- 1985 — Секрет фокуса (киножурнал «Фитиль» № 281)
- 1986 — Отцовская наука
- 1987 — Самовар Иван Иваныч
- 1988 — Король черепах

### Сценарист
- 1979 — Как несли стол
- 1986 — Отцовская наука